# Гадайчи
Гадайчи (тиндин. ГъадаичIи) — село в Цумадинском районе Дагестана. Входит в состав сельского поселения Тиндинский сельсовет.

## География
Село находится правом берегу реки Андийское Койсу, в 5,5 км к северо-западу от центра сельского поселения — села Тинди и в 9 км к юго-западу от районного центра — села Агвали.

## Население
| 1926 | 1939 | 1970 | 1989 | 2002 | 2003 | 2004 |
| ---- | ---- | ---- | ---- | ---- | ---- | ---- |
| 73   | ↘72  | ↗105 | ↘101 | ↗118 | →118 | ↗278 |
| 2007 | 2010 | 2021 |      |      |      |      |
| ↘160 | ↗210 | ↘133 |      |      |      |      |

Гадайчи - тиндинское село. По данным Всероссийской переписи населения 2010 года в селе проживало 210 человек.